# Geert Veenhuizen

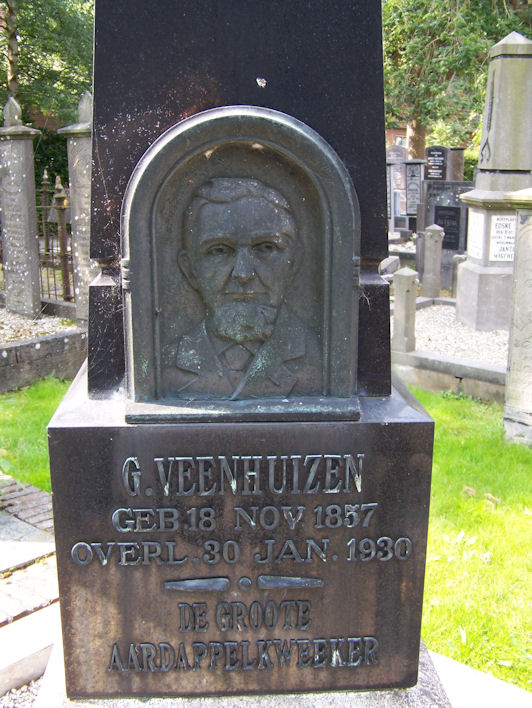
Detail grafmonument Veenhuizen

Geert Veenhuizen (Stootshorn, 18 november 1857 - Sappemeer, 30 januari 1930) was een Nederlands aardappelkweker en de ontwikkelaar van onder andere de Eigenheimer.
Veenhuizen verliet op zijn dertiende de lagere school en ging aan de slag bij een boomkweker in Noordbroek. Met een korte onderbreking wegens militaire dienst, werkte hij hier tot zijn drieëntwintigste. Hij werkt vervolgens bij kwekers in Gouda en Boskoop. Hij trouwde in 1882 met Jantje van der Wijk, dochter van een bloem- en boomkweker in Sappemeer en vestigde zich weer in het noorden. Hij moderniseerde het bedrijf van zijn schoonvader en ging ook aan de slag als tuinarchitect.

## Aardappels
In die tijd maakte de aardappelmeelindustrie een flinke groei door en Veenhuizen raakte geïnteresseerd in de teelt van aardappels. Hij kreeg de leiding over een proefveld van een plaatselijke landbouwvereniging in 1889 en werd in 1903 cultuurchef van een centraal proefveld in Sappemeer. Hij ontwikkelde veel nieuwe aardappelrassen, waaronder de Eigenheimer (1893), Rode Star, Bravo en Thorbecke. Zijn pootgoed werd ook geëxporteerd naar het buitenland. Bij zijn pensioen in 1927 ontving hij een koninklijke onderscheiding.
Hij publiceerde over zijn werk Het Veredelen onzer aardappelrassen en Het kweeken van nieuwe aardappelvarieteiten. Veenhuizen overleed in Sappemeer en werd begraven bij de Koepelkerk. Op zijn graf staat een obelisk met zijn portret en de woorden 'DE GROOTE AARDAPPELKWEEKER'.